# Françoise
Françoise es un nombre propio francés, equivalente al castellano Francisca. El nombre existe desde el siglo XV y es la forma femenina de François, si bien parece que procede del italiano Francesca.

## Personas con este nombre
- Françoise Atlan.
- Françoise Basseporte (1701-1780).
- Françoise Dolto (1908-1988), psicoanalista.
- Françoise d'Eaubonne (1920-2005).
- Françoise Giroud, periodista y política francesa.
- Françoise Gilot (1921), artista, escritora y crítica de arte.
- Françoise Hardy, cantautora y actriz francesa.
- Françoise Mallet-Joris
- Françoise Sagan (1935-2004)

- Françoise Athénaïs de Rochechouart de Mortemart, Marquesa de Montespan, conocida como Madame de Montespan.
- Jeanne Françoise Julie Adélaïde Récamier, llamada Juliette Récamier (1777-1849).

## Otros
- Françoiz Breut

- Datos: Q1244936
- Multimedia: Françoise (given name) / Q1244936